# Canton de Picquigny
Pour les articles homonymes, voir Picquigny (homonymie).
Le canton de Picquigny est un ancien canton français situé dans le département de la Somme et la région Picardie.

## Géographie
Ce canton était organisé autour de Picquigny dans l'arrondissement d'Amiens. Son altitude variait de 6 m (Flixecourt) à 134 m (Vignacourt) pour une altitude moyenne de 50 m.

## Histoire

### Photos du château

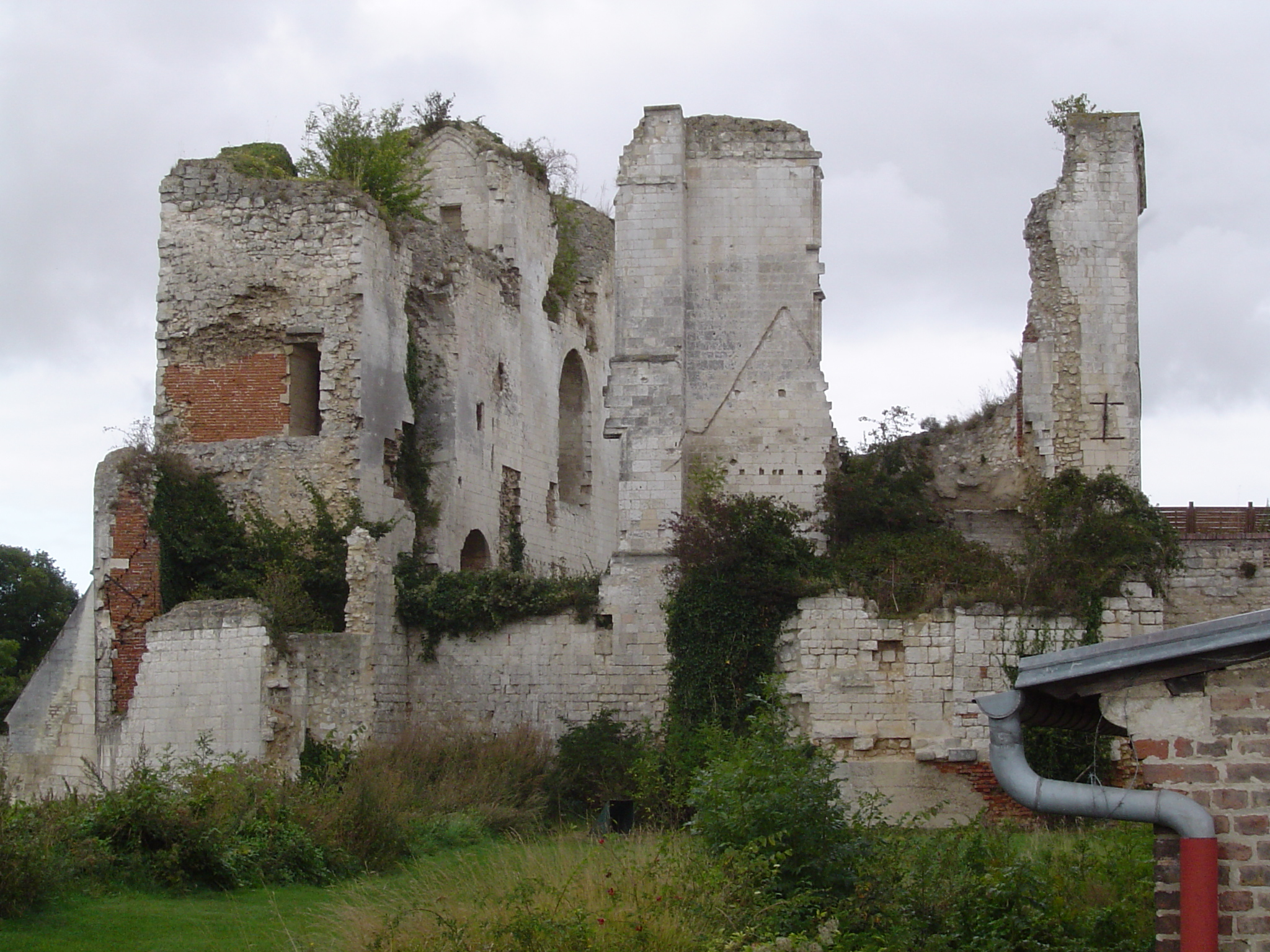
Château de Picquigny
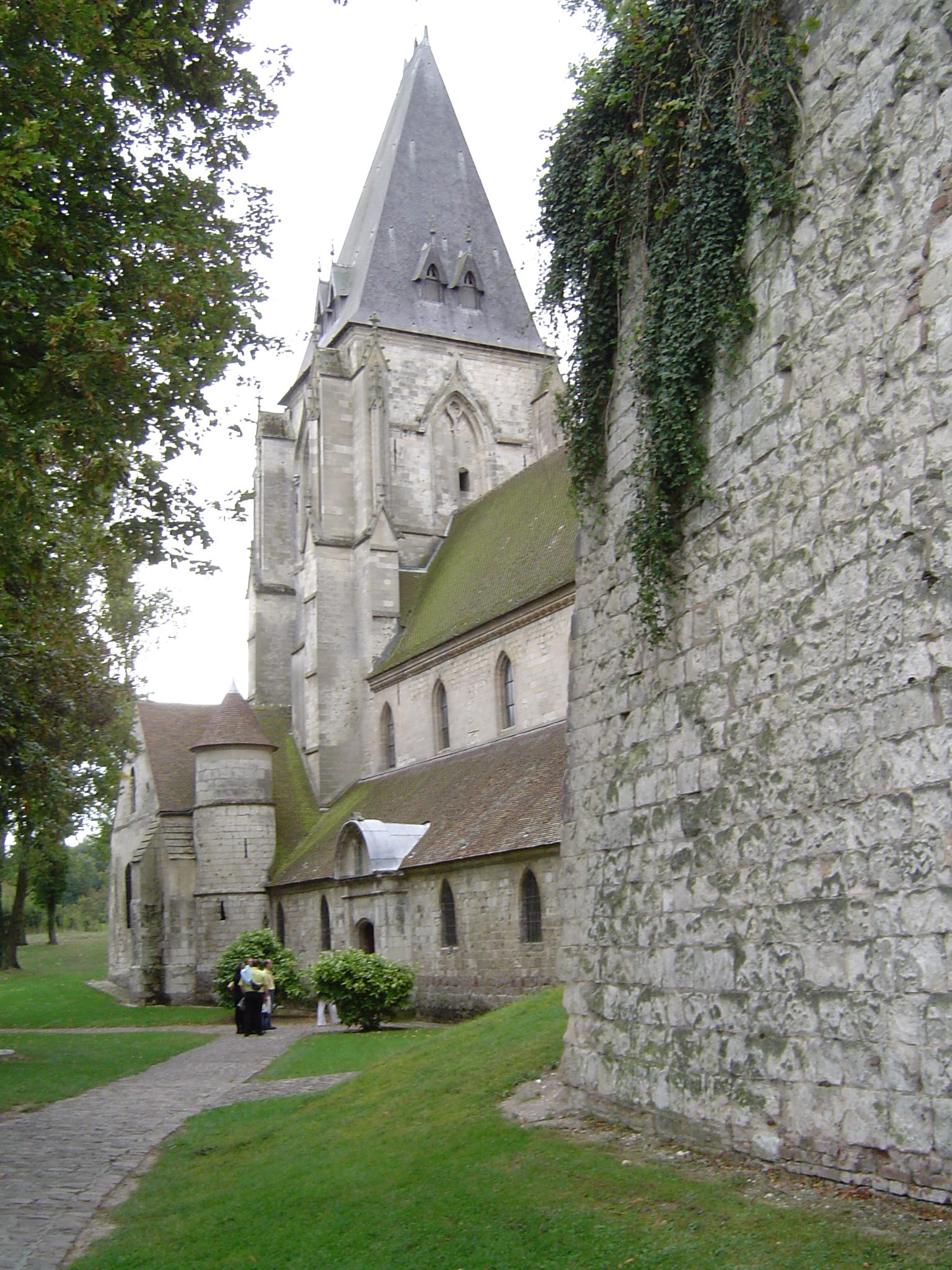
L'Église du château

## Représentation

### Conseillers généraux de 1833 à 2015
| Période | Période      | Identité                         | Étiquette   | Qualité |
| ------- | ------------ | -------------------------------- | ----------- | --- |
| 1833    | 1839         | Alfred Louis Tillette de Mautort |             | Propriétaire, maire d'Hangest-sur-Somme Ancien officier d'ordonnance de l'Empereur Napoléon Ier                                                                  |
| 1839    | 1845         | Charles Marie Boullet            |             | Propriétaire à Amiens et à Tilloy-lès-Conty Avocat puis magistrat Pair de France Président du Conseil général (1842-1844)                                        |
| 1845    | 1870         | Adrien de Morgan de Belloy       | Droite      | Ancien officier propriétaire à Belloy-sur-Somme |
| 1871    | 1874         | Octave Blanchet                  |             | Manufacturier à L'Étoile |
| 1874    | 1880         | Adrien de Morgan de Belloy       | Droite      | Ancien officier propriétaire à Belloy-sur-Somme |
| 1880    | 1890 (décès) | Louis Fougeron                   | Républicain | Propriétaire du château et Maire de Breilly |
| 1891    | 1904         | Henri Saint                      | Républicain | Industriel conseiller municipal de Flixecourt |
| 1904    | 1910         | Henri Boitel de Belloy           | Droite      | Propriétaire maire de Belloy-sur-Somme (1899-1938) |
| 1910    | 1926 (décès) | Paul Thuillier-Buridard          | Rad         | Industriel maire de Vignacourt Sénateur (1920-1926) |
| 1926    | 1940         | Étienne Dubourguier              | Rad         | Entrepreneur de maçonnerie Maire de Flixecourt |
|         |              |                                  |             | |
| 1945    | 1964         | Eugène Leclercq                  | Rad         | Médecin Maire de Flixecourt |
| 1964    | 1970         | Daniel Tabary                    | PCF         | Commerçant Maire d'Ailly-sur-Somme (1947-1981) |
| 1970    | 1982         | René Régnier                     | PCF         | Professeur Maire de Ville-le-Marclet |
| 1982    | 1986 (décès) | Bernard Galliot                  | UDF         | Expert-comptable Maire de Breilly (1971-1986) |
| 1986    | 1994         | René Régnier                     | PCF         | Professeur Maire de Ville-le-Marclet (1965-1995) |
| 1994    | 2015         | René Lognon                      | PCF         | Agent de maitrise Maire de Flixecourt depuis 1989 Vice-président du conseil général Président de la CC du Val de Nièvre Elu en 2015 dans le canton de Flixecourt |

### Conseillers d'arrondissement (de 1833 à 1940)
| Période                                  | Période | Identité                       | Étiquette | Qualité |
| ---------------------------------------- | ------- | ------------------------------ | --------- | --- |
| 1833                                     | 1845    | Marie Émile Racine (1785-1852) |           | Propriétaire de la ferme du Bois-Riquier, maire de Ville-Saint-Ouen                                         |
|                                          |         |                                |           | |
| 1910                                     | 1940    | Paul-Émile Goudard             | Radical   | Négociant en vins, conseiller municipal de Belloy-sur-Somme, Président du conseil d'arrondissement          |
| 1940                                     |         |                                |           | Les conseils d'arrondissement ont été suspendus par la loi du 12 octobre 1940 et n'ont jamais été réactivés |
| Les données manquantes sont à compléter. |         |                                |           | |

## Composition
Le canton de Picquigny regroupait 21 communes et comptait 17 702 habitants (recensement de 1999 sans doubles comptes).
| Communes               | Population (2012) | Code postal | Code Insee |
| ---------------------- | ----------------- | ----------- | ---------- |
| Ailly-sur-Somme        | 3 322             | 80470       | 80011      |
| Belloy-sur-Somme       | 788               | 80310       | 80082      |
| Bettencourt-Saint-Ouen | 410               | 80610       | 80100      |
| Bouchon                | 140               | 80830       | 80117      |
| Bourdon                | 373               | 80310       | 80123      |
| Breilly                | 462               | 80470       | 80137      |
| Cavillon               | 94                | 80310       | 80180      |
| La Chaussée-Tirancourt | 687               | 80310       | 80187      |
| Condé-Folie            | 816               | 80890       | 80205      |
| Crouy-Saint-Pierre     | 303               | 80310       | 80229      |
| L'Étoile               | 1 305             | 80830       | 80296      |
| Ferrières              | 426               | 80470       | 80305      |
| Flixecourt             | 2 978             | 80420       | 80318      |
| Fourdrinoy             | 326               | 80310       | 80341      |
| Hangest-sur-Somme      | 695               | 80310       | 80416      |
| Le Mesge               | 150               | 80310       | 80535      |
| Picquigny              | 1 386             | 80310       | 80622      |
| Soues                  | 127               | 80310       | 80738      |
| Vignacourt             | 2 183             | 80650       | 80793      |
| Ville-le-Marclet       | 511               | 80420       | 80795      |
| Yzeux                  | 220               | 80310       | 80835      |

## Démographie
| 1962   | 1968   | 1975   | 1982   | 1990   | 1999   | 2009 |
| ------ | ------ | ------ | ------ | ------ | ------ | ---- |
| 15 038 | 16 084 | 18 248 | 18 336 | 17 735 | 17 702 | -    |